# 瑞州府
瑞州府，中国明清時期的府。

瑞州府在江西省的位置（1820年）

明朝洪武二年（1369年）改瑞州路为府，属江西省。治所在高安县（今江西省高安市）。辖境约当今江西省高安、上高、宜丰三市县地。1912年废。

## 延伸阅读
[在维基数据编辑]
 《欽定古今圖書集成·方輿彙編·職方典·瑞州府部》，出自陈梦雷《古今圖書集成》